# روز بودا

روز بودا (که «وساک» (Vesākha) و بودا پورنیما هم نامیده می‌شود) روزی است که به باور بوداییان، شخص بودا به درجهٔ شکستن چرخه تولدهای ادواری و به رستگاری (نیروانا) رسیده‌است. در این روز بودایی‌ها به معابد می‌روند و با تقدیم هدایا به راهبان، از آن‌ها می‌خواهند که برایشان دعا کنند. روشن کردن شمع و عود، به صدا درآوردن زنگ‌های ناقوسی‌شکل، تبرک شدن با آب‌های دعا خوانده، غسل مجسمه‌های بودا و پیشکش کردن غذا، لباس و میوه به راهبان از جمله آیین و رسوم متداول در روز وساک است. بودیسم بعد از اسلام بیشترین تعداد پیرو را در کشور مالزی دارد. در این کشور روز وساک به عنوان مهم‌ترین مراسم مذهبی پیروان بودا تعطیل رسمی‌ست و مردم مالزی همراه با بودایی‌های سراسر دنیا این روز را جشن می‌گیرند.
روز بودا که در شب ماه کامل از ماه وایساکا (یا در ماه آوریل یا مه) اتفاق می‌افتد، بزرگداشت سالگرد تولد بودا، بنیان‌گذار بودیسم است. با وجود گرمای تابستان (درجه حرارت ۴۵ درجه سانتیگراد)، زائران از سراسر جهان برای حضور در جشن‌های بودا پورنیما به بودگایا می‌آیند. این روز دیدار دعاخوانان، سخنرانی در مورد زندگی گوتاما بودا، گفتمان‌های دینی، تلاوت مستمر از متون مقدس بودایی، مدیتیشن گروهی و پرستش مجسمه بودا مشخص می‌شود. معبد ماهابودهی غرق پوشش جشن شده و با پرچم‌های رنگارنگ و گل تزئین می‌شود. محقق چینی، فا-هین این جشنواره را ثبت کرده‌است.

## شرح
مراسم سالانهٔ اصلی برای همهٔ بودایی‌ها، وایساکا پورنیما است که در سریلانکا به عنوان جشنواره وساک و در هند به عنوان بودا جایانتی شناخته شده‌است. روز وایساکا پورنیما در روز ماه کامل از ماه وایساکا رخ می‌دهد که در ماه مه ثبت شده‌است. مانند تمام جشنواره‌های دیگر بودایی آن را با توجه به سال قمری برگزار می‌کنند.
او این وجهٔ روشنایی را در زیر درخت بودهی در بودی گایا کسب کرد. چهل و پنج سال بعد، در سن هشتاد سالگی، او سرانجام در پارینیوانا درگذشت. ویاساک پورنیما به خصوص در بوداگایا، لومبینی و در کوشینارا به عنوان مکان‌های مقدس که در ارتباط با تولد پُربرکت روشن و پارینیروانا بودند، جشن گرفته می‌شود. بودایی‌های سریلانکا، برمه، تایلند، تبت، چین، کره، لائوس، ویتنام، مغولستان، بوتان، کامبوج، نپال، ژاپن و شماری از بودایی‌های غربی در روز مذهبی وایساکا پورنیما، شرکت می‌کنند. سارنات پایتخت بودیسم، روز وایساکا پورنیما را به صورت ویژه برگزار می‌کند.
جشنواره بزرگ بودایی، وایساکا، همچنین مناسبی برای ترویج شادی و خشنودی و رهایی ست. خوشبختی که بودایی‌ها در زمان جشن احساس می‌کنند، شادی صلح‌آمیز و آرام است. در بسیاری از کشورهای بودایی روستاها، جاده‌ها، خیابان‌ها، معابد و خانه‌های روشن با فانوس‌های رنگی، چراغ‌های الکتریکی و دکوراسیون رنگارنگ روشن می‌شوند.